# Lo Riòl
Lo Riòl (en francès Le Riols) és un municipi francès situat al departament del Tarn i a la regió d'Occitània.

## Demografia
| 1962                                       | 1968 | 1975 | 1982 | 1990 | 1999 | 2007 |
| ------------------------------------------ | ---- | ---- | ---- | ---- | ---- | ---- |
| 195                                        | 205  | 161  | 155  | 147  | 130  | 110  |
| Des de 1962: població sense dobles comptes |      |      |      |      |      |      |

## Administració
| Període   | Identitat        | Partit |
| --------- | ---------------- | ------ |
| 2001-2008 | Ulysse Molinié   |        |
| 2008-     | Bernard Larroque |        |